# Vasili Tsiblijev
Vasili Vasilijevitsj Tsiblijev (Russisch: Василий Василиевич Циблиев) (Orechovka, 20 februari 1954) is een Russisch voormalig ruimtevaarder. Tsiblijev zijn eerste ruimtevlucht was Sojoez TM-17 en begon op 1 juli 1993. Het was de zeventiende Russische expeditie naar het ruimtestation Mir en maakte deel uit van het Sojoez-programma.
In totaal maakte Tsiblijev twee ruimtevluchten. Tijdens zijn missies maakte hij zes ruimtewandelingen. In 1998 verliet hij Roskosmos en ging hij als astronaut met pensioen. 
Tsiblijev ontving meerdere titels en onderscheidingen waaronder Held van de Russische Federatie en Piloot-Kosmonaut van de Russische Federatie. 